# Kasteel van Montcony
Het Kasteel van Montcony (Frans: Château de Montcony) is een kasteel in de Franse gemeente Montcony.